# Панайотіс Пуліцас
Панайотіс Пуліцас (грец. Παναγιώτης Πουλίτσας; 1881 — 16 січня 1968) — грецький суддя та археолог, прем'єр-міністр країни у квітні 1946 року.

## Життєпис
Народився в селі Геракі (Лаконія) 1881 року. Вищу освіту здобув в Афінському університеті.
Як голова Державної ради очолював тимчасовий уряд з 4 по 18 квітня 1946 після проблемних виборів, які одночасно розпалювали вогонь громадянської війни.
1947 став членом Афінського археологічного товариства та Афінської академії, президентом якої був обраний 1954 року.
Був нагороджений орденом Фенікса.
Помер в Афінах 16 січня 1968 року. Похований на Першому афінському кладовищі.